# 디지털 비주얼 인터페이스
디지털 비주얼 인터페이스(Digital Visual Interface, DVI)는 평판 패널 액정 디스플레이 컴퓨터 디스플레이와 디지털 프로젝터와 같은 디지털 디스플레이 장치의 화질에 최적화된 표준 영상 인터페이스이다. DVI는 디지털 디스플레이 워킹 그룹(DDWG)에서 압축되지 않은 디지털 영상 데이터를 디스플레이로 전송할 목적으로 설계하였다. HDMI 표준과는 부분적으로 호환한다.

## 개요
DVI 인터페이스는 화소의 밝기를 나타내는 이진 데이터를 전송하는 디지털 규약을 사용한다. 디스플레이가 최적 해상도로 구동될 때, 각각의 값을 읽어들여 적절한 화소의 밝기를 표시한다. 이 경우, 영상 장치의 출력 버퍼에 있는 각각의 화소는 디스플레이 장치에 있는 화소와 정확히 일치하지만, 아날로그 신호 형태는 전기적 노이즈와 이외 아날로그 왜곡 형태가 인접한 화소에 영향을 준다.
아날로그 VGA같은 이전의 표준은 음극선관 기반의 장치와 이산 신호를 사용하지 않는 장치에 적합하게 설계되었다. 아날로그 소스가 영상의 각 수평을 전송하는 대로, 출력전압 변화가 화소의 밝기를 나타낸다. 음극선관 장치의 경우, 화면을 교차하는 빔 스캔의 강도 변화에 사용된다.
그러나 LCD와 같은 디지털 디스플레이에 VGA와 같은 아날로그 신호를 사용할 때, 이산 화소 어레이는 각각 밝기 신호값을 결정해야 한다. 해석기는 일정 간격으로 입력 신호의 전압을 수집하여 결정된다. 소스가 컴퓨터와 같은 디지털 장치일 경우, 화소의 중앙에서 수집하지 않을 경우 소스가 왜곡될 수 있으며, 누화(crosstalk)와 같은 문제도 발생된다.

## 기술 토론
DVI로 사용되는 데이터 형식은 반도체 제조사인 실리콘 이미지가 고안한 패널 링크 직렬 형식에 기반을 둔다. DVI는 변화 최소화 차분 신호(TMDS)를 사용한다. 단일 DVI 링크는 화소당 24비트를 전송할 수 있는 꼬인 네 쌍의 전선(빨강, 녹색, 파랑과 클럭)으로 구성된다. 신호의 타이밍은 대부분 아날로그 영상 신호와 정확히 일치한다. 영상은 각각의 줄과 각각의 프레임간에는 패킷화 없이, 비어 있는 줄이 전송된다. 압축 및 변한 부분 영상 전송은 제공되지 않는다. 이것은 프레임 전체를 일정하게 재전송함을 의미한다.
단일 DVI 링크는 60Hz에서 최대 해상도는 2.6메가 화소이다. 그러므로 DVI 단자는 빨강, 녹색, 파랑 쌍의 다른 묶음을 포함하는 두 번째 링크를 제공한다. 단일 링크보다 많은 대역폭이 필요할 때는 두 번째 링크가 활성화되고, 나머지 화소는 각각 전송된다. DVI 설명서는 단일 링크 최대점을 165MHz로 고정하므로, 이것보다 느린 모든 디스플레이는 단일 링크 모드를 사용되고, 이것보다 빠르면 이중 링크 모드로 전환된다. 이중 링크가 사용될 때, 화소 전송률은 165MHz를 능가한다. 두 번째 링크는 화소가 24비트보다 깊은 비트일 때, 최하위 비트로 전송이 가능하다.
DVI 단자는 최근의 아날로그 VGA 커넥터처럼 디스플레이 데이터 채널을 위한 핀을 포함하고 있고, 버전2(DDC2)는 그래픽 장치가 모니터의 확장된 디스플레이 식별 데이터(EDID)를 판별하는 일이 가능하다.

## 단자

DVI 커넥터 핀 (플러그에서 봄)

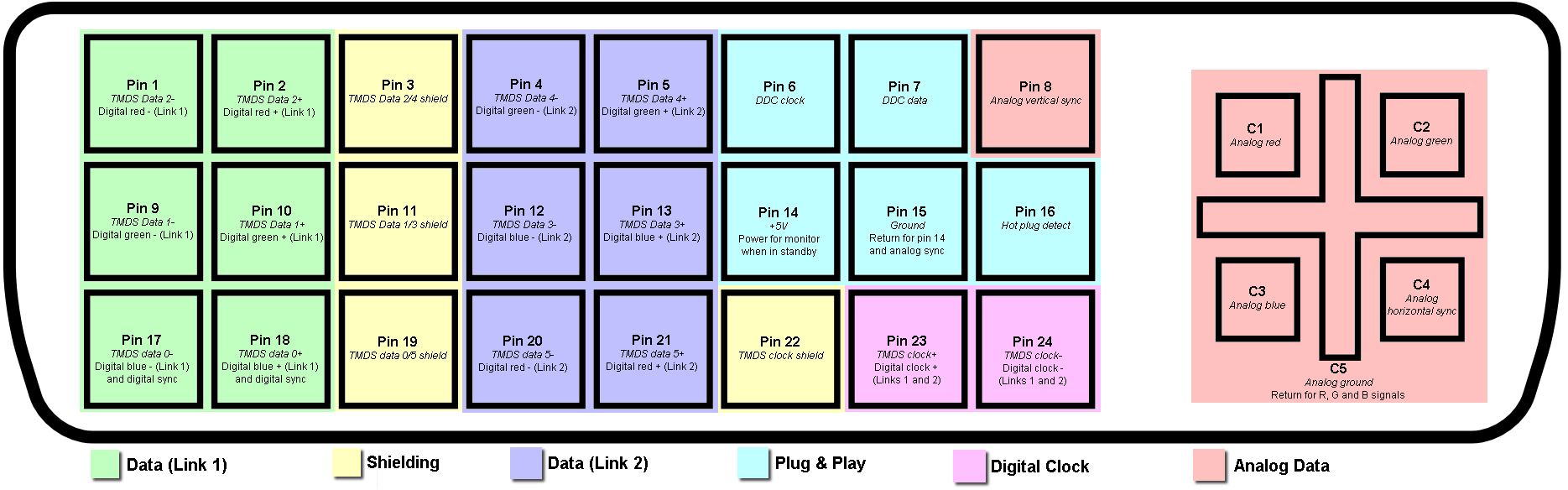
색으로 구분된 핀 설명과 DVI 커넥터

DVI 커넥터는 일반적으로 본래의 DVI 디지털 영상 신호를 보내는 핀을 포함한다. 이중 링크 시스템의 경우, 두 번째 데이터 신호 군을 위해 추가적인 핀들이 제공된다.
DVI 커넥터는 VGA 표준으로 사용하는 아날로그 신호 역시 받아들여 통합했다. 이는 DVI를 보편화했을 뿐만 아니라, 모니터(아날로그나 디지털)라도 동일한 커넥터 사용이 가능하게 했다.
DVI 커넥터 장치는 어떤 신호가 유효하는가에 따라서 3가지 중 하나의 이름을 가지고 있다:
- DVI-D (디지털)
- DVI-A (아날로그)
- DVI-I (디지털과 아날로그)

DVI 커넥터는 높은 해상도의 디스플레이를 위한 두 번째 데이터 링크의 규정을 포함하고 있으며, 대다수 장치는 이것이 유효하지 않는다. 유효한 경우에는, 커넥터에 가끔 DVI-DL(이중 링크)라는 참조가 있다. 이를테면, 2560 × 1600의 해상도를 지원하는 30인치급의 모니터는 이중 링크 방식을 사용해야 하며, 이 경우 그래픽카드가 이중 링크를 지원하는지 살펴 보아야 한다. (자세한 것은 아래의 특징을 참조할 것)
DVI는 하나의 커넥터에 아날로그 및 디지털 전송능력을 포함하는 유일한 보급된 표준이다. 표준 경쟁은 오직 디지털 인터페이스뿐이다. 낮은 전압 차분 신호(LVDS)를 사용하는 평판 디스플레이를 위한 FPD-링크와 평판 링크라는 상표명으로 알려졌으며, 이것은 낮은 전압 차분 신호 디스플레이 인터페이스(LDI)와 공개된 낮은 전압 차분 신호 디스플레이 인터페이스(OpenLDI)로 개발된다.
USB 신호는 DVI 커넥터에 통합되지 않았고, 인포커스의 프로젝터에 사용되는 영상 장치 표준 협회 M1-DA 커넥터에 통합됐으며, 2004년까지 애플에서 사용된 애플 디스플레이 커넥터에도 통합되었다. 영상 장치 표준 협회 M1 커넥터는 본래 영상 장치 표준 협회 플러그 앤드 디스플레이(P&D) 커넥터이며, 최초 확장된 영상 커넥터(EVC)라고 불렸다. 애플 디스플레이 커넥터의 핀은 영상 장치 표준 협회 P&D/M1과 전기적으로 호환되지만, 커넥터의 외형은 다른 모양이다.
새로운 DVD 재생기, 텔레비전(고선명 텔레비전을 포함하여)과 영상 프로젝터에는 DVI/HDCP 커넥터가 있다. 이 커넥터는 DVI 커넥터와 같지만 저작권 보호를 위한 HDCP 규약을 사용한 암호화된 신호로 전송한다. DVI 영상 커넥터가 있는 컴퓨터는 DVI-장치가 있는 다양한 HDTV로 디스플레이를 할 수 있다. 하지만 디지털 규제를 관리하기 위해, 비암호화된 이런 시스템은 무엇이든지 보호된 내용을 결국 재생가능한 점이 명확하지 않다.
DVI-I 커넥터의 길고 평평한 핀은 DVI-D 커넥터의 핀보다 길어서, 아날로그 4핀을 제거한 DVI-I 커넥터는 DVI-D 소켓에 연결할 수 없다.

## 특징

### 디지털
- 최소 클럭 주파수: 21.76 MHz
- 단일 링크 모드에서 최대 클럭 주파수: 최대 165 MHz (초당 3.7 기가비트)
- 이중 링크 모드에서 최대 클럭 추파수: 케이블 질에 따라서 제한됨 (초당 7.4 기가비트 이상)
- 클럭주기당 화소 수: 1 (단일 링크) 나 2 (이중 링크)
- 화소당 비트 수: 24
- 디스플레이 모드 예제 (단일 링크):
  - HDTV (1920 × 1080) @ 60 Hz with 5% LCD blanking (131 MHz)
  - UXGA (1600 × 1200) @ 60 Hz with GTF blanking (161 MHz)
  - WUXGA (1920 × 1200) @ 60 Hz (154 MHz)
  - SXGA (1280 × 1024) @ 85 Hz with GTF blanking (159 MHz)
- 디스플레이 모드 예제 (이중 링크):
  - QXGA (2048 × 1536) @ 75 Hz with GTF blanking (2×170 MHz)
  - HDTV (1920 × 1080) @ 85 Hz with GTF blanking (2×126 MHz)
  - WQXGA (2560 × 1600)@ 60 Hz with GTF blanking (2x174 MHz) (30" 애플, 델, HP, Quinux와 삼성 LCD)
  - WQUXGA (3840 × 2400) @ 33 Hz with GTF blanking (2x159 MHz)

일반 타이밍 공식(GTF)은 영상 장치 표준 협회(VESA) 표준이다. 리눅스 gtf 유틸리티로 쉽게 계산할 수 있다.

### 아날로그
- RGB 대역폭: 400 MHz에서 -3 dB

## 같이 보기
- ADC - 애플 디스플레이 커넥터, 비슷함, 오래된 매킨토시에서 여전히 발견되지만 지금은 단종된 커넥터. USB와 파워 호환성만 지녔으며, DVI의 기반 기술임.
- VGA 커넥터 아날로그 영상(낡은 표준, 현재 컴퓨터 하드웨어에 매우 일반적으로 통함).
- 고선명 멀티미디어 인터페이스, 전송 호환성 표준, 디지털 음성 전송도 포함됨.
- 통합된 디스플레이 인터페이스(UDI), DVI와 HDMI를 미래에 대체할 것으로 제안됨.
- 디스플레이포트, DVI와 HDMI와 호환되지 않으며, 다르게 제안된 표준.
- LCD TV
- DMS-59, 2개의 아날로그와 2개의 디지털 신호가 하나의 커넥터에 통합된 방식.
- 디지털 평판 패널 디지털 영상 링크의 오래된 형식.